# Jacques Monnet
Pour les articles homonymes, voir Monnet.
Jacques Robert Alfred Yves Monnet est un réalisateur français né le 18 janvier 1934 à Concarneau.

## Biographie
En 2019, Jacques Monnet est l'invité d'honneur du Festival Films courts de Dinan qui prévoit une rétrospective de Promis…juré ! tourné trente-deux ans plus tôt au cœur de la cité médiévale.

## Filmographie

### Réalisateur
- 1981 : Clara et les chics types
- 1983 : Signes extérieurs de richesse
- 1987 : Promis... juré !
- 1995 : Adrien Lesage : Ma fille est impossible (TV)
- 1998 : La Femme du cosmonaute
- 1999 : C'est pas ma faute !

### Acteur
- 1975 : Section spéciale de Costa-Gavras
- 1976 : La Victoire en chantant ou Noirs et Blancs en couleur de Jean-Jacques Annaud
- 1977 : Chapeau melon et bottes de cuir (The New Avengers) de Yvon-Marie Coulais, épisode K is for Kill : Tiger by, 2e partie (série télévisée)
- 1979 : Coup de tête de Jean-Jacques Annaud
- 1979 : C'est pas moi, c'est lui de Pierre Richard
- 1982 : Elle voit des nains partout ! de Jean-Claude Sussfeld
- 1993 : Cible émouvante de Pierre Salvadori